# Staraya Russa
Staraya Russa (em russo: Старая Русса, IPA: [ˈstarəjə ˈrusə]) é uma cidade no oblast de Novogárdia, Rússia, localizada no Rio Polist, 99 km a sul de Novogárdia Magna, o centro administrativo do oblast. Sua população tem diminuído constantemente nos últimos anos, passando de 41.538 registrados no Censo de 1989 para 35.511 no Censo de 2002 para 31.809 no censo de 2010.

## Etimologia
A origem do nome de Staraya Russa não é clara. A hipótese mais envolvida e difundida foi apresentada pelos filólogos e linguistas RA Akheyeva, V. L. Vasilyev e M. V. Gorbanevsky. De acordo com essa hipótese, Russa vem de Rus' — um povo de composição eslava, fino-ugrica e varangiana que se estabeleceu na vizinhança para controlar as rotas comerciais que ligavam Novogárdia Magna a Polotsk e Kiev — que, por sua vez, é geralmente originado de um termo nórdico antigo para "os homens que remam" (canas) como remo era o principal método de navegar pelos rios da Europa Oriental, e que podia ser ligado à área costeira sueca de Roslagen (as equipes de remo) ou Roden, como era conhecido nos tempos antigos. Staraya é russo para "velho".

## História
Pensado para ter originado em meados do século X, foi mencionado pela primeira vez como Rusa (cirílico: Руса) em crônicas para o ano de 1167 como uma das três principais cidades da República da Novogárdia, ao lado de Pskov e Ladoga. Depois que Pskov se tornou independente, Russa tornou-se a segunda cidade e centro comercial mais importante da República de Novogárdia depois da própria cidade de Novogárdia Magna.[carece de fontes?] Até o fim do século XV, conteve aproximadamente mil homesteads. Salinas de água salgada tornaram a fábrica de sal a principal atividade comercial da cidade, que era o maior centro da indústria do sal na região de Novogárdia. Catarina II nomeou o especialista em mineralogia alemã Franz Ludwig von Cancrin como diretor das obras de sal em 1783.
As fortificações de madeira de Russa se tornaram cinzas em 1190 e depois em 1194, após o que foram substituídas pela fortaleza de pedra. Em 1478, foi incorporada ao Grão-Ducado de Moscou juntamente com Novogárdia. A palavra Staraya (Antiga) foi prefixada ao nome no século XV, para distingui-la dos novos assentamentos chamados Russa. No entanto, o nome atual firmemente estabelecido apenas no século XIX, quando os assentamentos de mineração de sal ao redor da cidade se tornaram coletivamente conhecidos como Novaya Russa (Nova Russa).
Quando Ivan, o Terrível subiu ao trono em 1533, Staraya Russa era uma cidade populosa. Durante o Tempo das Perturbações, ele foi mantido por bandidos poloneses e fortemente despovoado. Apenas trinta e oito pessoas viviam lá em 1613.
No decorrer da reforma administrativa realizada em 1708 por Pedro, o Grande, Staraya Russa foi incluída na Província de Ingermanlândia (conhecida desde 1710 como Governorado de São Petersburgo). Em 1727, a província de Novogárdia foi separada. Em 1776, Staraya Russa tornou-se a sede de Starorussky Uyezd do vice-reinado de Novogárdia. Em 1796, o vice-reino foi transformado na província de Novogárdia. Na década de 1820, os assentamentos militares foram organizados em Staraya Russa e arredores, de acordo com o projeto projetado por Aleksey Arakcheyev, um influente estadista. Era inconveniente ter a administração civil e militar em Staraya Russa e, portanto, o uyezd foi abolido em 1824. A cidade de Staraya Russa e alguns territórios adjacentes estavam diretamente subordinados ao Ministério da Defesa. Os assentamentos militares mostraram-se ineficientes, em particular, em 1831, a área participou das Revoltas da Cólera. Eles foram abolidos em 1856. Em 1857, Starorussky Uyezd foi restabelecido.
A autoridade soviética em Staraya Russa foi estabelecida em 5(18) de novembro de 1917.
Em agosto de 1927, os uyezds foram abolidos e, a partir de 1 de outubro de 1927, o distrito de Starorussky foi estabelecido, com o centro administrativo em Staraya Russa. A província de Novogárdia também foi abolida e o distrito tornou-se parte do okrug de Novogárdia do oblast de Leningrado. Em 23 de julho de 1930, os okrugs foram abolidos e os distritos foram diretamente subordinados ao oblast.
Em 19 de setembro de 1939, Staraya Russa foi elevado em status ao de uma cidade de significado oblast e, assim, deixou de ser uma parte do distrito. A cidade foi ocupada pelos alemães entre 9 de agosto de 1941 e 18 de fevereiro de 1944. Totalmente destruído durante a guerra, foi posteriormente restaurado. Em 5 de julho de 1944, Staraya Russa foi transferida para a recém-criada oblast de Novogárdia e permaneceu lá desde então. Em 16 de fevereiro de 1984, Staraya Russa recebeu a Ordem da Guerra Patriótica.

## Status administrativo e municipal
No âmbito das divisões administrativas, Staraya Russa serve como o centro administrativo do distrito de Starorussky, embora não faça parte dele. Como uma divisão administrativa, é, juntamente com duas localidades rurais, incorporada separadamente como a cidade de importância de Staraya Russa — uma unidade administrativa com o status igual ao dos distritos (um dos três no oblast de Novogárdia). Como uma divisão municipal, a cidade do significado oblast de Staraya Russa é incorporada dentro do distrito municipal de Starorussky como o estabelecimento urbano de Staraya Russa.

## Economia

Moeda de dez rublos representando Staraya Russa, 2003

### Indústria
A maior empresa em Staraya Russa é a reparação de aeronaves. A fábrica de engenharia mecânica faliu em 2011 e não existe mais.

### Transporte
Uma ferrovia que liga Bologoye e Pskov passa por Staraya Russa.
O Staraya Russa é conectado por estradas com Novogárdia, Demyansk e Bezhanitsy via Kholm. Existem também estradas locais.
Há um cais no rio Polist, na bacia do lago Ilmen. O Polist é navegável a jusante de Staraya Russa.
A cidade é servida pelo Aeroporto Staraya Russa.

## Atrações

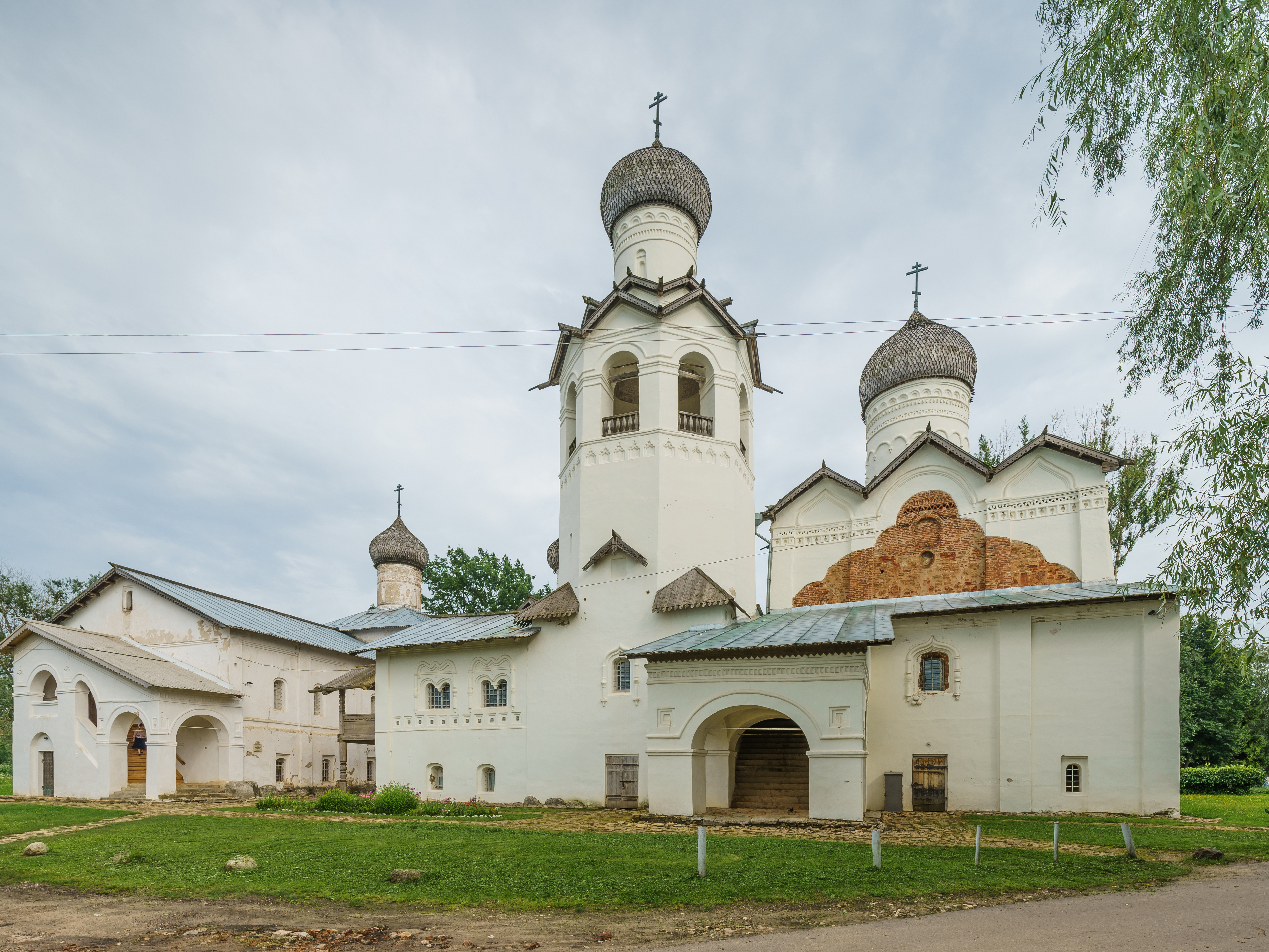
O Mosteiro da Transfiguração

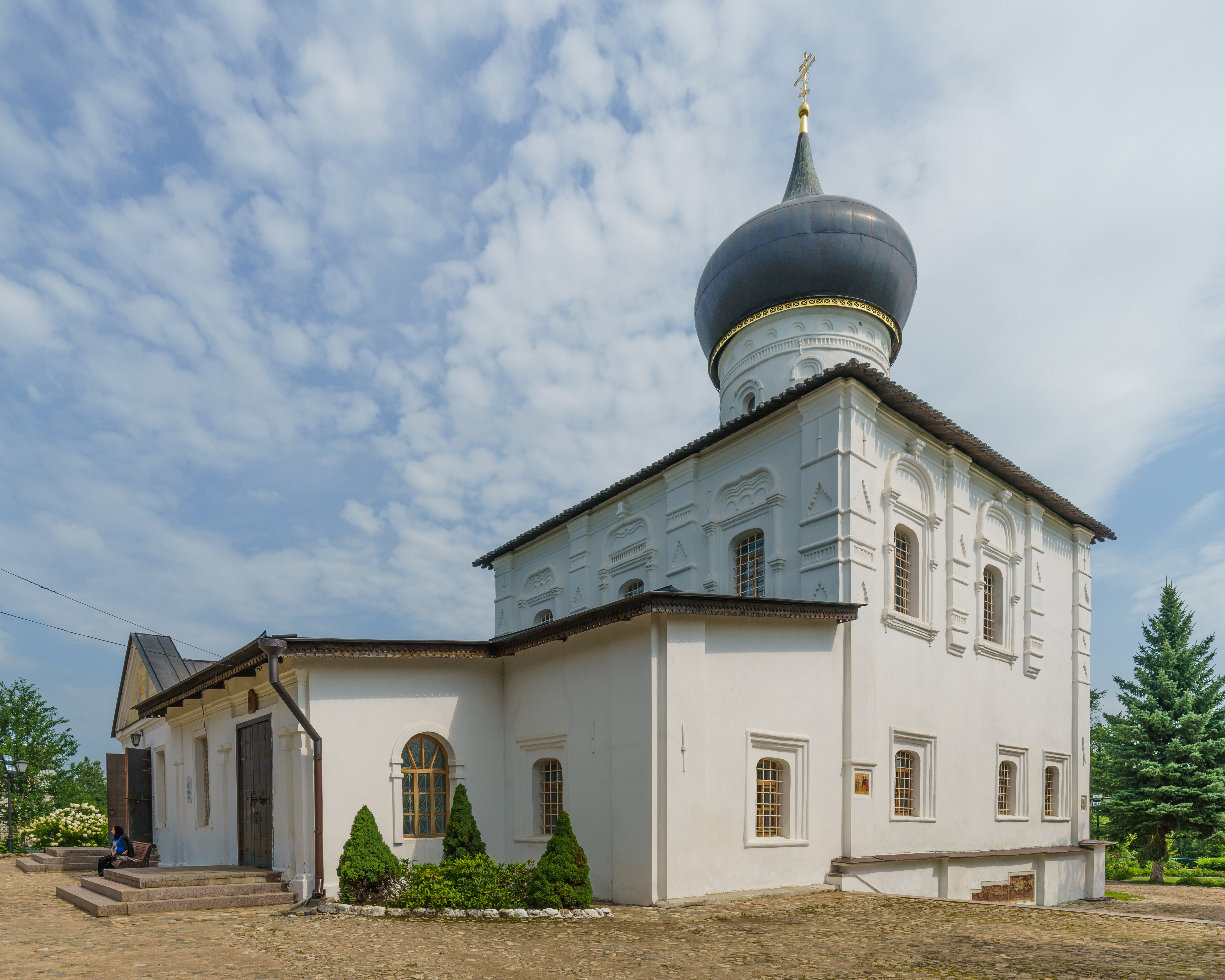
Igreja de São Jorge, o Vitorioso

Staraya Russa é um spa, comemorado por suas fontes minerais usadas para banhos, bebidas e inalações; lama de lodo medicinal dos lagos Verkhneye e Sredneye e lama de reservatórios artificiais. Uma residência de verão do romancista russo Fyodor Dostoyevsky, que escreveu seus romances, The Brothers Karamazov and Demons, está aberta aos visitantes como um museu.

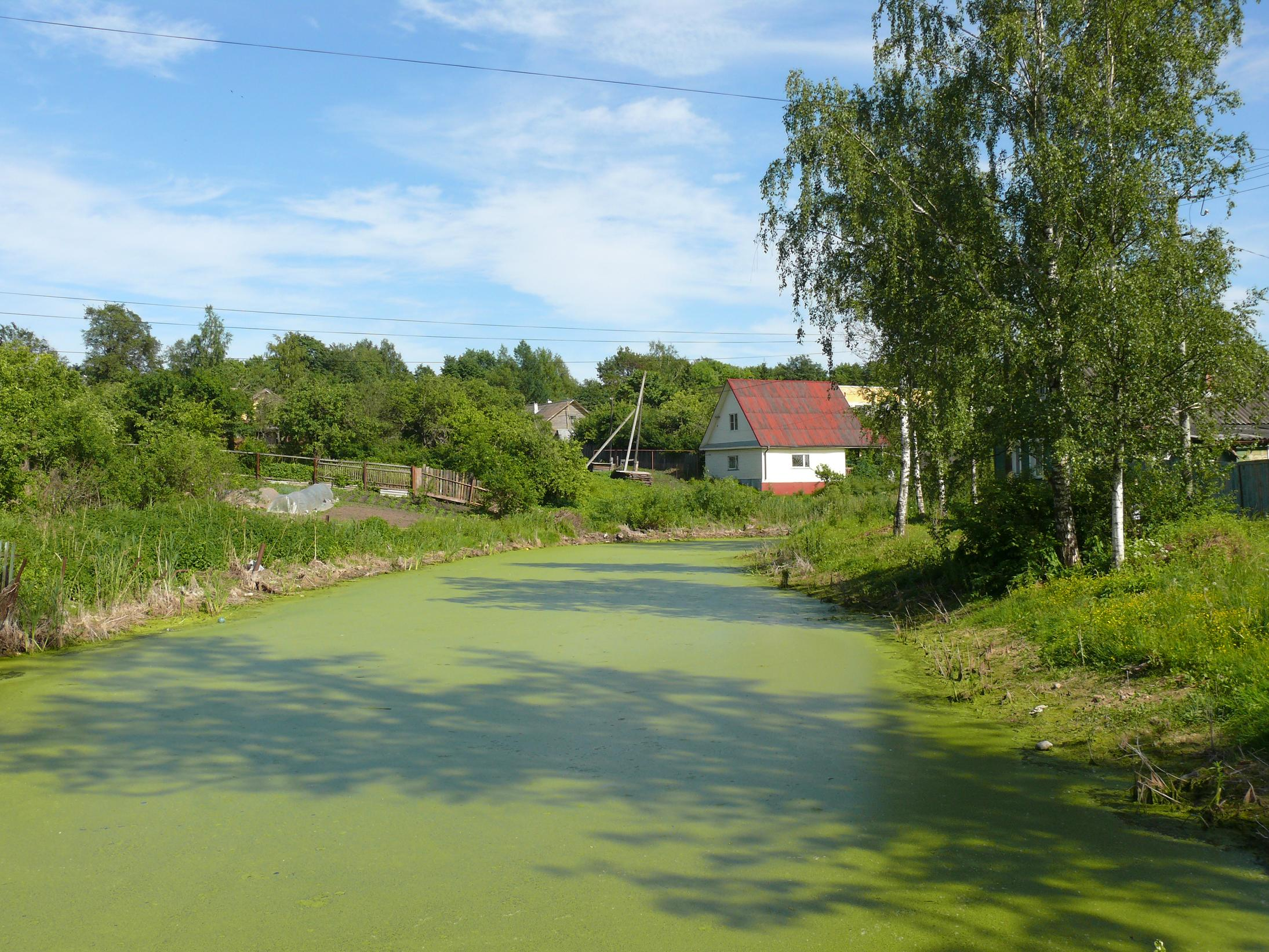
O rio Malashka em Staraya Russa

Os monumentos incluem o Mosteiro da Transfiguração, que inclui uma catedral construída em setenta e poucos dias em 1198 e parcialmente reconstruída no século XV, e vários edifícios e igrejas do século XVII. A principal catedral da cidade (1678) é dedicada à Ressurreição de Cristo. Outras igrejas notáveis são consagradas a São Jorge (1410) (a família Dostoiévski ficou na casa do sacerdote desta igreja), Mina Mártir (século XIV) e a Santíssima Trindade (1676).